# Proyecto Signo
El Proyecto Signo, proyecto de investigación oficial estadounidense, comenzó el 23 de septiembre de 1947, consistía en una investigación acerca del fenómeno de los Objetos Voladores No Identificados (OVNI) y contó con el asesoramiento de científicos, un servicio de inteligencia, y universidades. Examinaron un total de 273 casos OVNI, a muchos de los cuales se les encontró una explicación científica.
Según un estudio de la CIA sobre ovnis, desclasificado en 1997, la Fuerza Aérea estaría llevando a cabo dos programas. Uno de ellos era encubierto, y se llamaba Project Saucer (Proyecto Platillo), aunque más tarde se daría en llamarlo Project Sign (Proyecto Signo), el cual comenzó el 23 de septiembre de 1947 y consistía en una investigación acerca del fenómeno de los Objetos Voladores No Identificados (OVNI).
Por entonces el general al mando de las Fuerzas Aéreas había efectuado una demanda verbal en tal sentido al director del ATIC, a la que este contestó mediante una carta fechada el 23 de septiembre de 1947 en la que afirmaba la realidad del fenómeno y se proponía la creación de una agencia especial. El 30 del mismo mes, Forrestal firmó la orden de constitución de una Comisión de Encuesta, dependiente esta del ATIC, a la que se designaría con el nombre de “Project Sign” (Proyecto Signo). Comenzaba una larga etapa que no habría de terminar hasta 1969 con el Informe Condon.
De aquel primer proyecto dimanaron unas conclusiones que en julio de 1948 se tradujeron en un informe, elevado al Pentágono bajo la indicación de TOP SECRET (Alto Secreto), en el que se llegaba a la conclusión (nunca demostrada) de que los ovnis eran naves interplanetarias.
A pesar de todo, dentro del propio sistema de Informaciones de las Fuerzas Aéreas y desde casi los comienzos del Proyecto Signo, se crearon dos facciones:
1. Los que opinaban que los crecientes informes ovnis había que tomarlos muy en serio y que se trataba de naves interplanetarias.
2. Los que opinaban que esos informes no podían tomarse en consideración, en virtud del avanzado conocimiento del mundo físico que nos rodea, conocimiento que llevaba a la ineludible convicción de que esos informes debían ser meros disparates.

Con el fin de preservar la seguridad, entre el Proyecto Signo y Majestic-12 el enlace se limitó a solo dos personas dentro de la División de Inteligencia del Comando de materiales Aéreos cuya función consiste en transmitir durante el transcurso ciertos tipos de información a través de determinados canales. El Proyecto Signo evolucionó hasta convertirse en Proyecto GRUDGE en diciembre de 1948.
La asombrosa conclusión del Proyecto Signo fue que los ovnis eran “naves de otro mundo”. Esta conclusión fue anunciada por el Proyecto en su “Estimación de la Situación”. Esta declaración fue inmediatamente desechada por el jefe del Estado Mayor, General Hoy S. Vanderberg, quien desestimó la evidencia como “insuficiente”. El 11 de febrero fue creado un nuevo grupo llamado Proyecto Rencor (“Project Grudge”, "grudge" en inglés significa "rencor"). El propósito de “Rencor” era investigar el fenómeno OVNI con la premisa básica que las naves extraterrestres no existen. El Proyecto Rencor prosiguió su trabajo durante varios años y finalmente fue ascendido al famoso Proyecto Libro Azul en 1952, un año en que se produjo un dramático incremento de la presencia OVNI en el mundo. El Proyecto Libro Azul concluyó, —no sorpresivamente, considerando la premisa básica en la que se había fundado su antecesor Proyecto Rencor— que los ovnis eran explicables como fenómeno natural.
- Datos: Q2720462

1. ↑  «CIA's Role in the Study of UFOs, 1947-90 — Central Intelligence Agency». web.archive.org. 14 de febrero de 2020. Archivado desde el original el 14 de febrero de 2020. Consultado el 7 de julio de 2022.